# Manhattan Serenade
Manhattan Serenade (с англ. — «Манхэттенская серенада») — джазовая песня, написанная в 1928 году композитором Луисом Альтером на слова поэта-песенника Говарда Джонсона. Автором альтернативного текста 1942 года является Гарольд Адамсон. Песня стала шлягером бэнд-лидеров эпохи свинга — Гарри Джеймса (в паре в вокалисткой Хелен Форрест) и Томми Дорси (в паре с вокалисткой Джо Стаффорд).

## Фильмы
Песня является музыкальной темой фильма «Мой слуга Годфри» (1936) и используется в качестве музыкальной оркестровки полёта консильери и адвоката семьи Корлеоне Тома Хейгена в Лос-Анджелес в одноимённой экранизации в 1972 году романа Марио Пьюзо «Крёстный отец». Композитор Скотт Брэдли написал свой вариант мелодии для «Mouse in Manhattan» — 12-й серии мультипликационного фильма «Том и Джерри», вышедшей 7 июля 1945 года. Также песня задействована в фильме Альфреда Хитчкока «Головокружение» 1958 года в сцене танца Джона «Скооти» Фергюсона и Джуди Бартон. Кроме того её использовали в музыкальном фильме «Ритмы Бродвея» Рой Дел Рута 1944 года в сцене выступления танцоров/акробатов Сестёр Росс.

## Радио
В 1930—1945 годах «Манхэттенская серенад» также использовалась в качестве музыкальной заставки для радиокомедии «Непринуждённые Эйсы», исполняемой как в версии, сыгранной органистом в студии, так и, позднее, небольшим квартетом, состоящим из органа, челесты и двух струнных музыкальных инструментов. В непродолжительной, расширенной версии шоу, «Мистер Эйс и Джейн», использовалась полная оркестровая аранжировка песни.

## Исполнители
Наряду с Гарри Джеймсом/Хелен Форрест) и Томми Дорси / Джо Стаффорд) песню исполняли The Beau Hunks, Эрл Коулман, Билл Коттон, Джоан Эдвардс, The Four Coins, Кёртис Фуллер, Джордж Грилей, Андре Костелянец, Енох Лайт, Аннунцио Мантовани, Линкольн Майорга, Рэймонд Скотт, Натаниэль Шилькрет, Дина Шор, Мортон Гулд, Пол Уайтмен, Катерина Валенте.